# SB 34
Die Dampflokomotivreihe SB 34 war eine Schlepptenderlokomotivreihe der Südbahngesellschaft (SB), einer privaten Bahngesellschaft Österreich-Ungarns.
Für die neu eröffnete Brennerbahn bestellte die SB bei der Lokomotivfabrik der StEG zehn vierfach gekuppelte Lokomotiven.
Die Pläne stammten von der SB selbst.
Die Maschinen wurden 1867 geliefert und erhielten die Reihennummer 34 und die Betriebsnummern 927–938 zugewiesen.
Sie hatten Außenrahmen, wodurch ein breiter Rost ermöglicht wurde.
Die Lokomotiven waren zum Lieferzeitpunkt die schwersten und stärksten in Österreich.
Mit der Inbetriebnahme der Reihe SB 170 wurden sie von der Brennerbahn abgezogen und in Mürzzuschlag stationiert, um auf der Semmeringbahn eingesetzt zu werden.
1924 kamen noch neun Maschinen nach Italien, wo sie die Reihenbezeichnung FS 455 erhielten, aber bald ausgemustert wurden.